# Xenonerilla bactericola
Xenonerilla bactericola är en ringmaskart som beskrevs av Müller, Bernhard och Jouin-Toulmond 200. Xenonerilla bactericola ingår i släktet Xenonerilla och familjen Nerillidae. Inga underarter finns listade i Catalogue of Life.